# فانتوم جیزاک
 فانتوم جیزاک (به انگلیسی: Jaszczak) یا فانتوم ای سی تی دیتا اسپکتروم (Data Spectrum ECT phantom) نام یک فانتوم تجاری است که برای تایید اعتبار مشخصات هندسی٬ کنتراست سه بعدی، یکنواختی (uniformity)، تفکیک پذیری (resolution)، تصحیحات پراشیدگی و میرایی (attenuation and scatter correction) یا عملیات هم ترازی (alignment tasks) در پزشکی هسته ای کاربرد دارد. استفاده از این فانتوم در مراکز درمانی و پژوهشی کشورهای پیشرفته صنعتی برای اهداف کنترل کیفیت (QC) سیستمهای اسپکت و برش‌نگاری با گسیل پوزیترون بسیار رایج است. کالج رادیولوژی آمریکا استفاده از این فانتوم را برای دریافت مجوز (accreditation) تجویز کرده است.
این فانتوم توسط رونالد جیزاک (Ronald J. Jaszczak) از دانشگاه دوک ساخته شد و در سال ۱۹۸۲ جهت ثبت اختراع درخواست داده شد. این فانتوم استوانه ای شکل از محفظه ای توخالی تشکیل شده که توسط مواد پرتوزایی همچون تکنسیم-۹۹ام یا فلور-۱۸ پر میشود.
با اینکه از این فانتوم برای آزمون پذیرش (acceptance testing) میتوان استفاده کرد، اما انجمن ملی تولیدکنندگان برقی اکتساب سی میلیون شمارش (count acquisition) و انجام بازسازی (section reconstruction) را هر سه ماه یکبار تجویز کرده است.